# Emmanuelle
Emmanuelle o Emanuelle es el personaje principal de la novela Emmanuelle, de Emmanuelle Arsan, escrita en 1959 y publicada en 1967. El personaje apareció por primera vez en el cine, en la película Io, Emmanuelle, en 1969, representado por Erika Blanc. Pero fue a partir de la película francesa Emmanuelle, de 1974, dirigida por Just Jaeckin, cuando se dio a conocer el personaje internacionalmente. Esta película hizo que la actriz neerlandesa Sylvia Kristel quedara identificada con el personaje, a pesar de que se ha utilizado en una gran cantidad de secuelas. Sólo las películas y los episodios producidos por ASP (Alain Siritzky Productions) son oficiales y se basan en el personaje de Arsan. El nombre Emmanuelle (y sus diversas permutaciones de ortografía) han pasado a convertirse en sinónimos de erotismo en el cine.

## Películas
La primera película de la serie Emanuelle fue la italiana Io, Emmanuelle, de 1969, que no fue un éxito comercial. Cinco años más tarde, se estrenó la película francesa Emmanuelle, con la actriz holandesa Sylvia Kristel en el papel protagonista, que llegó a ser la actriz que mejor quedó identificada con el personaje. Esta película superó los límites de lo que era aceptable en la pantalla en el momento, con sus escenas de sexo, así como escenas de violación, de masturbación y una escena en el "Mile High Club", en la que se muestra a una bailarina insertándose un cigarrillo en la vagina. A diferencia de muchas películas que trataron de evitar una calificación X, esta película recibió esa calificación y se convirtió en un enorme éxito internacional, con una audiencia estimada hasta la fecha de más de 300 millones de televidentes en todo el mundo. En Francia, continúa siendo una de las películas más exitosas y, al parecer, se ha seguido exhibiendo durante años.
Luego de esa película, se estrenaron varias secuelas, también protagonizadas por Sylvia Kristel: Emmanuelle 2, también conocida como Emmanuelle: las alegrías de una mujer en EE.UU. o Emmanuelle L'antivierge, en algunos materiales de prensa europea, incluida la banda sonora en LP y en CD.
Kristel dejó el papel brevemente en la década de 1980, y fue reemplazada por actrices jóvenes, pero reapareció en el séptimo largometraje, y siguió actuando como una Emmanuelle mayor en una serie de películas de televisión por cable. 
Ninguna de las actrices que interpretaron a Emmanuelle posteriormente llegó a ser tan exitosa como Sylvia Kristel. Después de la última película oficial de Emmanuelle en cine, Emmanuelle 7ème au ciel, ASP tomó el personaje de Arsan para hacer películas que saldrían en TV por cable: entre ellas, una serie de ciencia ficción en la década de 1990, llamada Emmanuelle in Space, protagonizada por la actriz y modelo Krista Allen (uno de sus primeros papeles importantes). Más recientemente, Emmanuelle: The Private Collection presentó a Natasja Vermeer en el papel principal, en un total de seis episodios, incluido uno en el que aparecía Drácula. La empresa de distribución francesa Studio Canal adquirió recientemente los derechos sobre algunas películas de Emmanuelle, y han salido al mercado ediciones de DVD remasterizadas de las películas.
En una serie de comunicados de prensa, ASP aseguró que su próximo proyecto, Emmanuelle Tango, sería el retorno a la distribución teatral para la franquicia. En 2008, Alain Siritzky anunció, en el Festival de Cine de Cannes, que se estaba llevando a cabo una búsqueda mundial para una nueva serie de películas sobre el personaje. La producción de la primera película estaba programada para comenzar en septiembre de ese año.
En el Festival de Cine de Cannes de 2011 se anunció que la actriz Allie Haze sería la nueva intérprete de Emmanuelle.

## Contenido explícito
Lo explícito del contenido sexual en las películas oficiales de la serie varía desde el softcore artístico hasta el hardcore, aunque estas escenas nunca se utilizaron. Muchos cuestionan la necesidad de incluirlas; ASP nunca ha tratado de mezclar los dos géneros, después de haber experimentado a finales de la década de 1980.

## Bandas sonoras
Otra faceta importante de las películas ha sido la música. Las bandas sonoras tuvieron un enorme éxito:
- Emmanuelle (1974), Francia. Barclay 80545, LP. Música de Pierre Bachelet.
- Emmanuelle 2 (1975), Francia. Wip Records 863 002, LP. Música de Francis Lai.
- Goodbye Emmanuelle (1977), Japón. Philips FDX-334, LP. Música de Serge Gainsbourg.
- Emmanuelle 4 (1984), Francia. Carrere 66084, LP. Música de Michel Magne.
- Emmanuelle 5 (1986), Francia. Música de Pierre Bachelet. Nunca publicada en LP o CD.
- Emmanuelle 6 (1988), Francia. Música de Olivier Day. Nunca publicada en LP o CD.
- Emmanuelle au 7ème ciel (1992), Francia. Música de Pierre Bachelet. Nunca publicada en LP o CD.

## Filmografía
- Emmanuelle (1974)
- Emmanuelle 2 (1975)
- Black Emanuelle (1975)
- Good-bye, Emmanuelle (1977)
- Emmanuelle 4 (1984)
- Emmanuelle 5 (1986)
- Emmanuelle 6 (1988)
- Emmanuelle au 7ème ciel (1992)
- Emmanuelle's Secret (1992)
- Emmanuelle's Revenge (1992)
- Emmanuelle's Perfume (1992)
- Emmanuelle's Magic (1993)
- Emmanuelle's Love (1993)
- Emmanuelle in Venice (1993)
- Emmanuelle Forever (1993)
- Emmanuelle 1: First Contact (1996)
- Emmanuelle 2: A World of Desire (1996)
- Emmanuelle 3: A Lesson in Love (1996)
- Emmanuelle 4: Concealed Fantasy (1996)
- Emmanuelle 5: A Time to Dream (1996)
- Emmanuelle 6: One Final Fling (1996)
- Emmanuelle 7: The Meaning of Love (1996)
- Emmanuelle 2000: Being Emmanuelle (2000)
- Emmanuelle 2000: Emmanuelle and the Art of Love
- Emmanuelle 2000: Emmanuelle in Paradise (2000)
- Emmanuelle 2000: Jewel of Emmanuelle (2000)
- Emmanuelle 2000: Intimate Encounters (2000)
- Emmanuelle 2000: Emmanuelle's Sensual Pleasure (2000)
- The Joys of Emmanuelle, Parts 1-3 (2001)
- Emmanuelle in Rio (2003)
- Emmanuelle Private Collection: Emmanuelle vs. Drácula (2004)
- Emmanuelle Private Collection: Sex Talk (2004)
- Emmanuelle Private Collection: The Sex Lives of Ghosts (2004)
- Emmanuelle Private Collection: Sexual Spells (2004)
- Emmanuelle Private Collection: The Art of Ecstasy (2006)
- Emmanuelle Private Collection: Jesse's Secrets Desires (2006)
- Emmanuelle Tango (2006)

## Trabajos relacionados
- Laure (1976) (alias Forever Emmanuelle) - escrita y dirigida por Emmanuelle Arsan
- La Marge (1976) (alias Emmanuelle 77) - protagonizada por Sylvia Kristel
- Néa (1976) (alias A Young Emmanuelle) - escrita por Emmanuelle Arsan
- Emmanuelle: A Hard Look (2000) - documental sobre la película Emmanuelle.